# Cycas pruinosa
{{#ifeq:0|0|{{#if:|{{#if:Cycaspruinosa|[[]}}|}}}}
Cycas pruinosa — вид голонасінних рослин класу саговникоподібні (Cycadopsida).
Етимологія: від латинського pruinosus — «покриті восковим білястим нальотом».

## Опис
Стебла деревовиді, до 1,5(2,5) м заввишки, 15–25(35) см діаметром у вузькому місці. Листки яскраво-зелені або блакитні, напівглянсові або тьмяні, довжиною 60–125 см. Пилкові шишки веретеновиді, від оранжевого до коричневого кольору, довжиною 35–45 см, 5–7 см діаметром. Мегаспорофіли 25–45 см завдовжки, від біло-повстяних до сіро-повстяних або коричнево-повстяних. Насіння плоске, яйцевиде, 32–36 мм завдовжки, 28–32 мм завширшки; саркотеста оранжево-коричнева, сильно вкрита нальотом, товщиною 2–3 мм.

## Поширення, екологія
Країни поширення: Австралія (Північна територія, Західна Австралія). Цей вид зустрічається в сухих рідколіссях в основному на скелетних піщаних ґрунтах на кременистих субстратах, від мета-пісковиків до граніту.

## Загрози та охорона
Немає загроз для цього виду.